# Michał Materla
Michał Paweł Materla (ur. 10 kwietnia 1984 w Szczecinie) – polski grappler i zawodnik mieszanych sztuk walki (MMA). Członek klubu Berserker’s Team Poland. Były współwłaściciel organizacji EFM Show. W latach 2012–2015 mistrz federacji KSW w wadze średniej.

## Kariera MMA

### Wczesna kariera i początki w KSW
Karierę w mieszanych sztukach walki Materla rozpoczynał w listopadzie 2003 roku, kiedy to na gali eliminacyjnej MMA Polska 2 pokonał przez gilotynę Tomasza Janiszewskiego. Po zwycięstwie na tej samej gali nad Andrzejem Kulikiem, popularny „Magic” zdobył podczas MMA Polska 3 mistrzostwo polski w kategorii do 100 kg, pokonując Jarosława Stachera. Passa 8 kolejnych zwycięstw Materli została przerwana w listopadzie 2005 roku, gdy na Jungle Fight 5 pokonał go Evangelista Santos. Rok później Materla wygrał turniej KSW w wadze średniej, pokonując w finale Krzysztofa Kułaka.

### 2011–2019

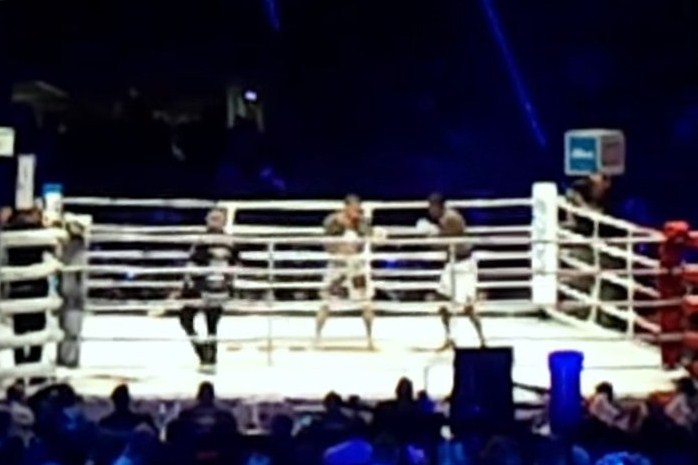
Materla (po lewej) podczas gali KSW 19, w pojedynku z Jayem Silvą (po prawej)

W marcu 2011 roku „Magic” wystąpił na gali KSW 15: Współcześni Gladiatorzy, gdzie pokonał Gregory’ego Babene’a. Po 4 kolejnych zwycięstwach Materla otrzymał walkę o pas mistrza federacji KSW w wadze średniej z Jayem Silvą. Tytuł ten zdobył zwyciężając poprzez decyzję sędziów, mimo iż w trakcie pojedynku nabawił się kontuzji. Po roku przerwy spowodowanym ową kontuzją, Materla bronił pasa w walce z Rodneyem Wallace’em, którego pokonał przez nokaut w 21 sekund. Wygrana ta przyniosła mu pierwszy bonus za nokaut wieczoru. 
Podczas kolejnej obrony Materla zwyciężył z Kendallem Grove'm poprzez jednogłośną decyzję sędziów. Polsko-amerykańskie starcie zostało nagrodzone bonusem finansowym w kategorii walka wieczoru.
28 września na gali KSW 24: Starcie Gigantów doszło do rewanżowego starcia między Materlą a Silvą. Ten drugi podchodzący do walki po dwóch porażkach z rzędu pokonał Materlę w 2. rundzie, gdzie po przepuszczeniu próby obalenia i serią ciosów przy linach znokautował Polaka. Materla pasa mistrzowskiego w tym pojedynku nie bronił. 
23 maja 2015 podczas wydarzenia KSW 31: Materla vs. Drwal pokonał przez techniczny nokaut Tomasza Drwala na kilka sekund przed końcem pojedynku. Tytuł stracił w piątej obronie 28 listopada 2015 na rzecz Mameda Chalidowa.
27 maja 2016 podczas KSW 35 stoczył pojedynek z Antonim Chmielewskim. Materla pokonał judokę w pierwszej rundzie przez TKO.
1 października 2016, na 36-ej edycji KSW pokonał Brazylijczyka Rousimara Palharesa w drugiej rundzie przez nokaut. Po walce został nagrodzony bonusem za nokaut wieczoru.
Kolejny raz do klatki wszedł po ponad roku ze względu na jego zatrzymanie w grudniu 2016. 22 października 2017 na gali KSW 40 w Dublinie stanął po raz kolejny w oktagonie. Jego rywalem był również Brazylijczyk Paulo Thiago. Materla zwyciężył w drugiej rundzie przez nokaut. Został nagrodzony kolejnym bonusem za najlepszy nokaut wieczoru.
3 marca 2018 podczas KSW 42 podjął Scotta Askhama. Anglik w pierwszej rundzie znokautował Materlę kopnięciem na wątrobę.
9 czerwca 2018 wystąpił podczas KSW 44. Jego rywalem był Martin Zawada. Walka odbyła się w limicie umownym do 90 kg. "Cipao" wygrał w 2. rundzie.
Jeszcze w tym samym roku wziął udział w 4-osobowym turnieju wagi średniej. 6 października podczas KSW 45, stanął do walki z brązowym medalistą olimpijskim Damianem Janikowskim. Materla zwyciężył i tym samym zapewnił sobie udział w finale turnieju z jego pogromcą Scottem Askhamem (który w turnieju pokonał Marcina Wójcika). Finał turnieju, a zarazem rewanżowy pojedynek odbył się 18 maja 2019 na KSW 49. Askham znokautował Materlę latającym kolanem, zostającym tym samym pierwszym zagranicznym mistrzem KSW w wadze średniej. Pojedynek obu zawodników nagrodzono bonusem za walkę wieczoru.

### EFM i powrót do KSW
20 czerwca 2020 Materla stoczył pojedynek poza KSW. Na gali EFM 3 szybko odprawił Austriaka, Wilhelma Otta w pierwszej rundzie. Stawką był pas tejże organizacji w wadze średniej.
10 października 2020 powrócił do klatki KSW podczas gali KSW 55, nokautując technicznie w drugiej rundzie Serbskiego „Jokera”, Aleksandara Ilicia. Trzy dni później został nagrodzony bonusem w kategorii walka wieczoru tamtej gali.
14 listopada 2020 podczas KSW 56 stanął do walki przeciwko mistrzowi KSW w wadze półśredniej, Roberto Soldiciowi. Walka odbyła się w wadze średniej. Chorwat znokautował Polaka w pierwszej rundzie.
5 czerwca 2021 miała się odbyć druga edycja EFM Show w Bułgarii, na której Materla miał bronić pasa mistrzowskiego tej organizacji, jednak gala została przeniesiona na 11 września. Przeciwnikiem popularnego Cipao w nowym terminie gali został były rywal z dawnych lat, Francuz – Moise Rimbon. Materla po trzech rundach jednogłośnie zrewanżował się przeciwnikowi.
W grudniu 2021 na Kanale Sportowym poinformował, że wraca do Konfrontacji Sztuk Walki. Do klatki polskiego giganta powrócił 15 stycznia 2022 na KSW 66. Jego rywalem był Anglik, Jason Radcliffe, którego Szczecinianin pokonał w pierwszej rundzie przez TKO.
28 maja 2022 w walce wieczoru gali KSW 70 rękawice skrzyżował z byłym najsilniejszym człowiekiem na świecie, Mariuszem Pudzianowskim. Walka zakończyła się już w pierwszej rundzie, po tym jak Pudzian wystrzelił ciosem podbródkowym, nokautując zawodnika ze Szczecina. Starcie odbyło się w wadze ciężkiej.
Podczas pierwszej noworocznej gali XTB KSW 78, która rozegrała się 21 stycznia 2023, zmierzył się w głównej, rewanżowej walce z Kendallem Grove'm. Materla wygrał przez techniczny nokaut w drugiej odsłonie rundowej, po tym jak obalił Hawajczyka i w pozycji parterowej rozbił go mocnymi łokciami.
3 czerwca 2023 podczas gali XTB KSW 83: Colosseum 2, która odbyła się na Stadionie Narodowym w Warszawie znokautował mocnym prawym overhandem Radosława Paczuskiego w jego płaszczyźnie walki, jaką była stójka. Dwa dni później federacja KSW nagrodziła Materlę oraz Paczuskiego dodatkowym bonusem pieniężnym za najlepszą walkę wieczoru gali.
Następnie 16 grudnia 2023 podczas gali XTB KSW 89 w Arenie Gliwice zawalczył z Pawłem Pawlakiem o jego mistrzostwo KSW w wadze średniej. Po 25 minutowej batalii uległ rywalowi jednogłośnie (49-46, 50-45, 50-45) na kartach punktowych.
Równe trzy miesiące później w tzw. Co-Main Evencie (drugiej walce wieczoru) gali XTB KSW 92: Wikłacz vs. Jojua w Gorzowie Wielkopolskim zmierzył się z byłym mistrzem FEN w wadze średniej, Piotrem Kuberskim. Na 5 sekund przed końcem pierwszej rundy został znokautowany przez rywala z Poznania.

## Styl walki
Wyjściowym stylem Materli jest brazylijskie jiu-jitsu, w którym posiada czarny pas, wręczony z rąk Felipe Costy. Najczęściej stosowaną techniką poddania przez „Cipao” jest duszenie gilotynowe, dzięki któremu wygrał 6 walk. Od gali KSW 28: Fighters Den przeważnie kończy swoje walki przez nokauty (TKO/KO). Na gali EFM 3 powrócił do swojej firmowej techniki tzw. gilotyny. Dalsze jego walki kończyły się ponownie nokautami oraz dwoma decyzjami.

## Osiągnięcia i nagrody

### Mieszane sztuki walki
- MMA Polska
  - 2003–2004: Mistrz MMA Polska w (kat. -100 kg.)[5]
- Herakles
  - 2011: Herakles w kategorii Zawodnik Roku[64]
  - 2012: Herakles w kategorii Walka Roku[65]
  - 2013: Herakles w kategorii Walka Roku Publiczności[66]
  - 2014: Herakles w kategorii Walka Roku Publiczności[67]
- Konfrontacja Sztuk Walki
  - 2006: Zwycięzca turnieju KSW VI w wadze średniej[68]
  - 2012–2015: Międzynarodowy mistrz KSW w wadze średniej (-84 kg)[69][19]
  - 2019: Finalista turnieju KSW w kategorii średniej (-84 kg)[34]
  - Bonus za walkę wieczoru (siedem razy) vs. Jay Silva (2012)[70], Kendall Grove (2013)[13], Jay Silva (2014)[71], Tomasz Drwal (2015)[72],  Scott Askham (2019)[35],  Aleksandar Ilić (2020)[40], Radosław Paczuski (2023)[56]
  - Bonus za nokaut wieczoru (trzy razy) vs. Rodney Wallace (2012)[11], Rousimar Palhares (2016)[24], Paulo Thiago (2017)[27]
- EFM Show
  - 2020: Mistrz EFM w wadze średniej (-84 kg)[36]

### Grappling
- 2006: Mistrz Polski w brazylijskim jiu-jitsu (-91 kg)
- 2006: Wicemistrz Polski ADCC w wadze średniej (-87,9 kg).
- 2007: 1/8 finału mistrzostw świata ADCC w wadze średniej (-87,9 kg).
- 2007: Mistrz Polski w submission fightingu (-99 kg) oraz wicemistrz w klasie open
- 2008: Wicemistrz Europy ADCC w wadze średniej (-87,9 kg)
- Czarny pas w brazylijskie jiu-jitsu[62]

## Lista zawodowych walk w MMA
| Wynik     | Bilans | Przeciwnik (bilans przed walką)   | Rozstrzygnięcie                              | Runda | Czas | Rozgrywki                               | Data       | Miejsce             | Uwagi |
| --------- | ------ | --------------------------------- | -------------------------------------------- | ----- | ---- | --------------------------------------- | ---------- | ------------------- | --- |
| Przegrana | 33-11  | Piotr Kuberski (13-1)             | TKO (ciosy pięściami)                        | 1     | 4:55 | XTB KSW 92: Wikłacz vs. Jojua           | 16.03.2024 | Gorzów Wielkopolski | Co-Main Event |
| Przegrana | 33-10  | Paweł Pawlak (22-4-1)             | Decyzja (jednogłośna)                        | 5     | 5:00 | XTB KSW 89: Bartosiński vs. Parnasse    | 16.12.2023 | Gliwice             | Pojedynek o pas mistrzowski KSW w wadze średniej. Co-Main Event                                                                              |
| Wygrana   | 33-9   | Radosław Paczuski (5-1)           | KO (prawy overhand)                          | 1     | 1:37 | XTB KSW 83: Colosseum 2                 | 03.06.2023 | Warszawa            | Bonus za walkę wieczoru. |
| Wygrana   | 32-9   | Kendall Grove (24-18. 1 NC)       | TKO (łokcie w parterze)                      | 2     | 4:27 | XTB KSW 78: Materla vs. Grove 2         | 21.01.2023 | Szczecin            | Limit umowny -88,5 kg. Main Event |
| Przegrana | 31-9   | Mariusz Pudzianowski (16-7. 1 NC) | KO (prawy podbródkowy)                       | 1     | 1:47 | KSW 70: Pudzian vs. Materla             | 28.05.2022 | Łódź                | Pojedynek w wadze ciężkiej. Main Event, |
| Wygrana   | 31-8   | Jason Radcliffe (17-8)            | TKO (ciosy pięściami)                        | 1     | 4:07 | KSW 66: Ziółkowski vs. Mańkowski        | 15.01.2022 | Szczecin            | |
| Wygrana   | 30-8   | Moise Rimbon (25-13-3)            | Decyzja (jednogłośna)                        | 3     | 5:00 | EFM Show 2: Materla vs. Rimbon          | 11.09.2021 | Sofia               | Limit umowny -88 kg. Main Event |
| Przegrana | 29-8   | Roberto Soldić (17-3)             | TKO (ciosy pięściami)                        | 1     | 4:40 | KSW 56: Polska vs. Chorwacja            | 14.11.2020 | Łódź                | Main Event |
| Wygrana   | 29-7   | Aleksandar Ilić (12-3)            | TKO (łokcie i ciosy w parterze z krucyfiksu) | 2     | 1:34 | KSW 55: Askham vs. Khalidov 2           | 10.10.2020 | Łódź                | Bonus za walkę wieczoru. Co-Main Event |
| Wygrana   | 28-7   | Wilhelm Ott (19-17-1)             | Poddanie (duszenie gilotynowe)               | 1     | 1:04 | EFM 3: No compromises                   | 20.06.2020 | Dortmund            | Zdobył pas mistrzowski EFM w wadze średniej. Main Event                                                                                      |
| Przegrana | 27-7   | Scott Askham (17-4)               | KO (latające kolano)                         | 3     | 1:13 | KSW 49: Soldić vs. Kaszubowski          | 18.05.2019 | Gdańsk/Sopot        | Finał turnieju KSW w kategorii średniej. Pojedynek o międzynarodowe mistrzostwo KSW w wadze średniej. Bonus za walkę wieczoru. Co-Main Event |
| Wygrana   | 27-6   | Damian Janikowski (3-0)           | TKO (ciosy pięściami w parterze)             | 1     | 3:10 | KSW 45: The Return to Wembley           | 06.10.2018 | Londyn              | Półfinał turnieju w kategorii średniej |
| Wygrana   | 26-6   | Martin Zawada (28-14-1)           | TKO (ciosy w parterze z krucyfiksu)          | 2     | 2:59 | KSW 44: The Game                        | 09.06.2018 | Gdańsk/Sopot        | Limit umowny -90 kg. Co-Main Event |
| Przegrana | 25-6   | Scott Askham (15-4)               | KO (kopnięcia na korpus i głowę)             | 1     | 1:09 | KSW 42: Khalidov vs. Narkun             | 03.03.2018 | Łódź                | Co-Main Event |
| Wygrana   | 25-5   | Paulo Thiago (18-9)               | KO (prawy sierpowy)                          | 2     | 0:50 | KSW 40: Dublin                          | 22.10.2017 | Dublin              | Bonus za nokaut wieczoru. |
| Wygrana   | 24-5   | Rousimar Palhares (18-7)          | KO (prawy podbródkowy)                       | 2     | 1:27 | KSW 36: Trzy Korony                     | 01.10.2016 | Zielona Góra        | Bonus za nokaut wieczoru. Main Event |
| Wygrana   | 23-5   | Antoni Chmielewski (32-14)        | TKO (ciosy pięściami)                        | 1     | 4:12 | KSW 35: Khalidov vs. Karaoglu           | 27.05.2016 | Gdańsk              | |
| Przegrana | 22-5   | Mamed Chalidow (30-4-2)           | TKO (ciosy pięściami)                        | 1     | 0:31 | KSW 33: Materla vs. Khalidov            | 28.11.2015 | Kraków              | Stracił międzynarodowe mistrzostwo KSW w wadze średniej. Main Event                                                                          |
| Wygrana   | 22-4   | Tomasz Drwal (21-4-1)             | TKO (ciosy w parterze z krucyfiksu)          | 3     | 4:55 | KSW 31: Materla vs. Drwal               | 23.05.2015 | Gdańsk              | Obronił międzynarodowe mistrzostwo KSW w wadze średniej. Bonus za walkę wieczoru. Main Event                                                 |
| Wygrana   | 21-4   | Jorge Luis Bezerra (19-10)        | TKO (ciosy pięściami)                        | 2     | 1:46 | KSW 28: Fighters' Den                   | 04.10.2014 | Szczecin            | Co-Main Event |
| Wygrana   | 20-4   | Jay Silva (9-8)                   | Decyzja (jednogłośna)                        | 3     | 5:00 | KSW 26: Materla vs. Silva III           | 22.03.2014 | Warszawa            | Obronił międzynarodowe mistrzostwo KSW w wadze średniej. Bonus za walkę wieczoru. Main Event                                                 |
| Przegrana | 19-4   | Jay Silva (8-8)                   | KO (ciosy pięściami)                         | 2     | 0:50 | KSW 24: Starcie Gigantów                | 28.09.2013 | Łódź                | |
| Wygrana   | 19-3   | Kendall Grove (18-12)             | Decyzja (jednogłośna)                        | 4     | 5:00 | KSW 23: Królewskie Rozdanie             | 08.06.2013 | Gdańsk              | Obronił międzynarodowe mistrzostwo KSW w wadze średniej. Bonus za walkę wieczoru                                                             |
| Wygrana   | 18-3   | Rodney Wallace (14-5)             | KO (ciosy pięściami)                         | 1     | 0:21 | KSW 21: Ostateczne Wyjaśnienie          | 01.12.2012 | Warszawa            | Obronił międzynarodowe mistrzostwo KSW w wadze średniej. Bonus za nokaut wieczoru. Co-Main Event                                             |
| Wygrana   | 17-3   | Jay Silva (8-5)                   | Decyzja (jednogłośna)                        | 3     | 5:00 | KSW 19: Pudzianowski vs. Sapp           | 12.05.2012 | Łódź                | Zdobył międzynarodowe mistrzostwo KSW w wadze średniej. Bonus za walkę wieczoru.                                                             |
| Wygrana   | 16-3   | Matt Horwich (27-19-1)            | Decyzja (jednogłośna)                        | 3     | 3:00 | KSW 17: Zemsta                          | 26.11.2011 | Łódź                | |
| Wygrana   | 15-3   | James Zikic (20-7-2)              | Decyzja (jednogłośna)                        | 2     | 5:00 | KSW 16: Khalidov vs. Lindland           | 21.05.2011 | Gdańsk              | |
| Wygrana   | 14-3   | Gregory Babene (12-9)             | Poddanie (duszenie gilotynowe)               | 2     | 3:30 | KSW 15: Współcześni Gladiatorzy         | 19.03.2011 | Warszawa            | |
| Wygrana   | 13-3   | Bohumil Lungrik (13-8)            | Poddanie (duszenie gilotynowe)               | 1     | 2:20 | Pro Fight 3                             | 22.02.2009 | Olsztyn             | |
| Przegrana | 12-3   | Antonio Mendes (11-4)             | Decyzja (niejednogłośna)                     | 2     | 5:00 | KSW 7                                   | 06.02.2007 | Warszawa            | Przegrał półfinał turnieju KSW w wadze średniej                                                                                              |
| Wygrana   | 12-2   | Jan Antoska (1-0)                 | Poddanie (duszenie gilotynowe)               | 2     | 4:37 | KSW 7                                   | 06.02.2007 | Warszawa            | Ćwierćfinał turnieju KSW w wadze średniej.                                                                                                   |
| Wygrana   | 11-2   | Krzysztof Kułak (10-4-2)          | Poddanie (duszenie gilotynowe)               | 1     | 2:41 | KSW 6                                   | 14.10.2006 | Warszawa            | Wygrał finał turnieju KSW w wadze średniej.                                                                                                  |
| Wygrana   | 10-2   | Valdas Pocevicius (27-9-3)        | Poddanie (duszenie zza pleców)               | 1     | 4:28 | KSW 6                                   | 14.10.2006 | Warszawa            | Półfinał turnieju KSW w wadze średniej. |
| Wygrana   | 9-2    | Evert Fyeet (8-15-2)              | Poddanie (duszenie zza pleców)               | 2     | 2:13 | KSW 6                                   | 14.10.2006 | Warszawa            | Debiut w KSW. Ćwierćfinał turnieju KSW w wadze średniej.                                                                                     |
| Przegrana | 8-2    | Moise Rimbon (8-6-1)              | Decyzja (jednogłośna)                        | 3     | 5:00 | WFC Europe vs. Brazil                   | 20.05.2006 | Koper               | |
| Przegrana | 8-1    | Evangelista Santos (11-7)         | TKO (ciosy pięściami)                        | 2     | 1:23 | Jungle Fight 5                          | 26.11.2005 | Manaus              | |
| Wygrana   | 8-0    | Andrzej Kulik (1-2)               | Decyzja (jednogłośna)                        | 2     | 5:00 | Colosseum 5                             | 30.01.2005 | Bielsko-Biała       | |
| Wygrana   | 7-0    | Wojciech Gołaszewski (0-0)        | Poddanie (kimura)                            | 1     | 1:38 | MMA Polska 7 – Finały 2004              | 18.12.2004 | Warszawa            | Obronił tytuł mistrza MMA Polska w kat. -100 kg.                                                                                             |
| Wygrana   | 6-0    | Miika Mehmet (2-1)                | Poddanie (duszenie zza pleców)               | 1     | 4:08 | The Cage Vol. 1 – First Time in Finland | 02.10.2004 | Helsinki            | |
| Wygrana   | 5-0    | Giedrius Pranckevicius (0-0)      | Poddanie (dźwignia na staw łokciowy)         | 1     | 4:08 | Colosseum II                            | 16.05.2004 | Chorzów             | |
| Wygrana   | 4-0    | Christoph Meyer (0-0)             | Poddanie                                     | 1     | ?    | Fight Club Berlin 3                     | 28.03.2004 | Berlin              | |
| Wygrana   | 3-0    | Jarosław Stachera (0-0)           | TKO (ciosy pięściami)                        | 1     | 0:22 | MMA Polska 3 – Finały 2003              | 13.12.2003 | Warszawa            | Zdobył tytuł mistrza MMA Polska w kat. -100 kg.                                                                                              |
| Wygrana   | 2-0    | Andrzej Kulik (0-0)               | Poddanie (kimura)                            | 1     | 3:12 | MMA Polska 2 – Eliminacje               | 25.10.2003 | Warszawa            | Druga walka eliminacyjna turnieju. |
| Wygrana   | 1-0    | Tomasz Janiszewski (0-0)          | Poddanie (duszenie gilotynowe)               | 2     | 4:21 | MMA Polska 2 – Eliminacje               | 25.10.2003 | Warszawa            | Pierwsza walka eliminacyjna turnieju. |

## Życie prywatne
W 2012 roku odegrał rolę fabularną w teledysku do utworu „Wilki dwa” z albumu Robaki grupy muzycznej Luxtorpeda.
W grudniu 2016 został zatrzymany w swoim domu w Szczecinie w ramach masowej akcji funkcjonariuszy Centralnego Biuro Śledczego Policji wobec osób podejrzanych o współpracę w ramach zorganizowanej grupy przestępczej. Następnie przez siedem miesięcy był tymczasowo aresztowany.
23 grudnia 2022 Prokuratora Okręgowa w Poznaniu umorzyła w całości sprawę karną prowadzoną przeciwko Materli.
Menedżerem zawodnika został jego brat, Norbert Sawicki.
2 czerwca 2023 roku na platformie Viaplay wyszedł serial dokumentalny o Michale Materli pt. „Materla. Lionheart”.